# Foxides
Foxides (en llatí Phoxidas, en grec antic Φοξίδας) fou un militar grec, cap dels mercenaris al servei de Ptolemeu IV Filopàtor.
Polibi l'anomena aqueu en un passatge i en un altre meliteu (probablement equivalent a nadiu de Melitea a Phthiotis). Va servir també sota Demetri II de Macedònia i d'Antígon III Dosó, i per la seva experiència va ser un dels oficials escollits per Agàtocles i Sosibi, ministres del rei egipci, per disciplinar l'exèrcit egipci per combatre contra Antíoc III el Gran. Es creu que va complir l'encàrrec i quan va veure que l'exèrcit estava preparat, va dirigir un cos de mercenaris grecs format per vuit mil homes al servei d'Egipte que van fer importants serveis a la batalla de Rafah l'any 217 aC contribuint a la victòria egípcia.